# كاميرون دوسن
كاميرون دوسن (بالإنجليزية: Cameron Dawson) (7 يوليو 1995 بشفيلد في المملكة المتحدة - ) هو لاعب كرة قدم بريطاني في مركز حراسة المرمى. لعب مع نادي تشيسترفيلد.

## وصلات خارجية
- كاميرون دوسن على موقع قاعدة بيانات كرة القدم.إي يو (الإنجليزية)
- كاميرون دوسن على موقع Soccerbase.com (لاعب) (الإنجليزية)
- كاميرون دوسن على موقع Soccerway.com (الإنجليزية)